# Ервін Краус
Ервін Краус (нім. Erwin Kraus; 26 травня 1894, Карлсруе, Баден — 11 серпня 1966, Мюнхен) — партійний діяч НСДАП, корфюрер НСКК (1942—1945). 

## Біографія
Після навчання в гімназії вивчав машинобудування в технічному інституті Карлсруе. Брав участь у Першій світовій війні з 1914 по 1918 роки у складі 235-го резервного полку, також проходив службу у ВПС. Після війни перебував у частинах Добровольчого корпусу Східної прикордонної варти (нім. Grenzschutz Ost) на Балтиці з 1919 до 1920 року. Брав участь у вуличних боях з комуністами. Потім обіймав керівні посади в промисловості і на транспорті, був позаштатним експертом у фірмах по автотранспортним засобам в Мюнхені та Штутгарті.
У 1929 році вступає в НСДАП (квиток № 247 608). Коли в 1930 році був сформований Націонал-соціалістичний автомобільний корпус, Краус очолив його організацію на «Південному Заході» (зі штаб-квартирою в Штутгарті). Після переформування автомобільного корпусу в НСКК, зайняв в ньому одне з ключових положень. З травня 1933 року був призначений керівником Управління техніки і головним інспектором «Півдня» НСКК. З 1935 року інспектор технічної підготовки і оснащення НСМК. У 1936 році був обраний депутатом Рейхстагу від Вюртемберга. Деякий час керував всією повсякденною діяльністю НСМК.
Після смерті Адольфа Гюнляйна зайняв посаду корфюрера НСМК 21 червня 1942 року, а також шефа імперських автошкіл та уповноваженого з автотранспорту (в управлінні чотирирічного плану). Хоча і НСМК мала статус самостійної організації в системі НСДАП, Краус на відміну від свого попередника офіційно не отримав ранг рейхсляйтера. 25 вересня 1944 року указом Гітлера був призначений інспектором з навчання мотоавтоділа фольксшурма. Залишався на чолі корпусу до його розпуску в травні 1945 року.

## Нагороди
Отримав численні нагороди, серед яких:
- Залізний хрест 2-го і 1-го класу
- Нагрудний знак пілота-спостерігача (Пруссія)
- Нагрудний знак «За поранення» в чорному
- Почесний хрест ветерана війни з мечами
- Золотий партійний знак НСДАП
- Німецький Олімпійський знак 2-го класу
- Медаль «У пам'ять 13 березня 1938 року»
- Медаль «У пам'ять 1 жовтня 1938»
- Медаль «За вислугу років у НСДАП» в бронзі (10 років)